# 柏 (春秋)
柏（はく）は、周代の弱小な諸侯国。現在の河南省漯河市舞陽県三里河の南に位置する。強大な楚の影響下にあったが、斉の桓公の時代に江・黄・道等の小国は斉と和睦した。柏は最終的に楚によって滅亡したが、具体的な滅亡年ははっきりしていない。

## 伝承
伝承によると、柏国は古国時代に中華を支配したとされる伝説上の氏族の柏皇氏の末裔の治めた国だとされる。柏皇氏は元々現在の駐馬店市西平県南部に位置した柏城を根拠としており、風姓であったとされるが、大庭氏の不十分な災害対応による廃位時に推戴され、4代156年に亘って統治するも、異民族の侵入や相次ぐ災害への対応ができず、4代帝佘蓄（しゃちく）の死後は中央氏が継ぎ、柏皇氏の統治は終わったとされる。

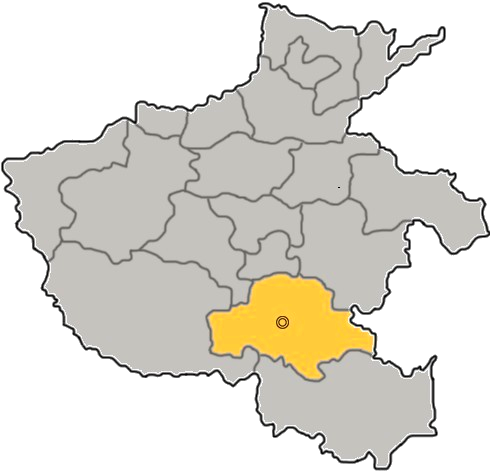
河南省における駐馬店市の位置

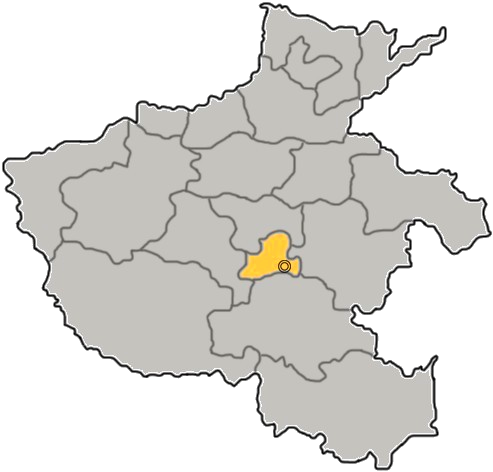
河南省における漯河市の位置

伝説上の存在であり、また『晋紀』など一部の資料にしか記述がないため、詳しくは分かっていないが、柏国の先祖について記述が正しい場合、彼らは少し北に遷った事になる。